# 71. Infanterie-Division (Wehrmacht)
La 71. Infanterie-Division (in italiano: 71ª divisione di fanteria) è stata una divisione della Wehrmacht tedesca durante la Seconda guerra mondiale. Costituita fin dall'inizio del conflitto con soldati della Bassa Sassonia, si distinse soprattutto sul fronte russo nel corso dell'operazione Barbarossa e nella battaglia di Stalingrado dove guidò l'avanzata iniziale tedesca fino al centro della città.
Nel corso dei combattimenti all'interno dell'area urbana di Stalingrado, la divisione riuscì a raggiungere il Volga, conquistando gran parte dell'area centrale, ma subì pesanti perdite combattendo contro la famosa 13ª Divisione fucilieri della Guardia sovietica. Decimata e accerchiata insieme a tutte le altre divisioni della 6. Armee, venne completamente distrutta dai sovietici nell'inverno 1942-43.
Dopo essere stata ricostituita venne inviata a sud per partecipare alla campagna d'Italia; rimase nella penisola fino al 1945 quando ritornò sul fronte orientale dove concluse la guerra.

## Storia
Costituita nell'agosto del 1939 con reclute della seconda ondata di mobilitazione provenienti dalla Bassa Sassonia, venne schierata sul fronte ovest fino al maggio del 1940, e poi partecipò all'invasione della Francia ed a tutte le operazioni di occupazione del territorio francese, fino al mese di settembre.
Dall'ottobre del 1940 fino al gennaio del 1941 la divisione rimase in riserva alle dipendenze dell'Oberkommando des Heeres. Successivamente fu trasferita a Przemyśl, e prese parte all'Operazione Barbarossa nel giugno del 1941. In autunno, molto indebolita dalle perdite, venne ritirata in Belgio per un periodo di riposo, e rimase in riserva dell'Oberkommando des Heeres dal novembre 1941 ad l'aprile 1942.
La 71ª divisione rientrò in linea nel maggio del '42, sul fronte russo, e prese parte alla cruenta Battaglia di Stalingrado, subendo dure perdite durante gli estenuanti ed interminabili combattimenti nell'area urbana della città e rimanendo poi accerchiata, insieme alle altre divisioni della 6ª Armata, nella grande sacca sul Volga (23 novembre 1942). La divisione venne completamente distrutta, come tutte le altre formazioni rimaste isolate nel kessel, al termine della battaglia di Stalingrado il 2 febbraio 1943.
Dopo questa catastrofe, la divisione venne ricostituita nell'estate 1943 in Francia, per poi essere inviata in Italia, a seguito della caduta del fascismo, dal 1943 fino alla fine del 1944, prendendo parte alla battaglia di Monte Cassino, dove venne decimata dalle Forze Alleate.
Dopo la ritirata dalla Gustav, la divisione, accorpata alla X Armata sul fronte Adriatico, giunse nelle Marche, dove prese parte ai combattimenti ritirandosi in buon ordine. In particolar modo, il 211º reggimento granatieri si distinse nella difesa del caposaldo di Filottrano contro i paracadutisti della Divisione "Nembo" appartenenti al C.I.L. Al comando di Wilhelm Raapke, raggiunse la Gotica ad agosto dopo una furiosa battaglia a Montecarotto contro la Brigata Maiella. I superstiti della divisione trascorsero un periodo nel nord Italia, dove combatterono contro la 1ª divisione canadese di fanteria a nord del fiume Metauro e sulla Linea Gotica, con perdite molto pesanti.
Dopo questi combattimenti la 71ª divisione si ritirò in Ungheria, dove combatté la sua ultima battaglia, prima della resa agli inglesi nei pressi di Sankt Veit an der Glan in Austria.

## Teatri d'operazione
- Fronte occidentale: settembre 1939-maggio 1940
- Campagna di Francia: maggio 1940-giugno 1941
- Fonte orientale: giugno 1941-ottobre 1941
- Fronte occidentale: ottobre 1941-aprile 1942
- Fronte orientale: aprile 1942-ottobre 1942
- Battaglia di Stalingrado: luglio 1942-gennaio 1943
- Danimarca: marzo 1943-agosto 1943
- Fronte jugoslavo: agosto 1943-settembre 1943
- Campagna d'Italia: settembre 1943-dicembre 1944
- Fronte orientale: dicembre 1944-maggio 1945

## Ordini di battaglia
1939
- Infanterie-Regiment 191
- Infanterie-Regiment 194
- Infanterie-Regiment 211
- Aufklärungs-Abteilung 171
- Artillerie-Regiment 171
  - I. Abteilung
  - II. Abteilung
  - III. Abteilung
  - IV. Abteilung
- Pionier-Bataillon 171
- Panzerabwehr-Abteilung 171
- Nachrichten-Abteilung 171
- Versorgungseinheiten 171
- Aufklärungs-Abteilung 171
- Infanterie-Divisions-Nachrichten-Abteilung 171
- Infanterie-Divisions-Nachschubführer 171
- Sanitätskompanien 1. und 2. / 171
- Feldlazarett 171
- Krankenkraftwagenzüge 1. und 2. / 171
- Nachschub-Kompanie 171
- Werkstatt-Kompanie 171
- Schlächterei-Kompanie 171
- Veterinär-Kompanie 171
- Bäckerei-Kompanie 171
- Feldpostamt 171

1942
- Grenadier-Regiment 191
- Grenadier-Regiment 194
- Grenadier-Regiment 211
- Radfahr-Abteilung 171
- Artillerie-Regiment 171
  - I. Abteilung
  - II. Abteilung
  - III. Abteilung
  - IV. Abteilung
- Pionier-Bataillon 171
- Panzerjäger-Abteilung 171
- Nachrichten-Abteilung 171
- Versorgungseinheiten 171

1943-1945
- Grenadier-Regiment 191
- Grenadier-Regiment 194
- Grenadier-Regiment 211
- Füsilier-Bataillon 171
- Artillerie-Regiment 171
  - I. Abteilung
  - II. Abteilung
  - III. Abteilung
  - IV. Abteilung
- Pionier-Bataillon 171
- Panzerjäger-Abteilung 171
- Nachrichten-Abteilung 171
- Feldersatz-Bataillon 171
- Versorgungseinheiten 171

## Decorazioni
Alcuni soldati della divisione ricevettero importanti decorazioni al valore per azioni in combattimento :
- Croce tedesca
  - in oro: 57
- Croce di cavaliere della Croce di ferro
  - 23

## Comandanti
| Nome                    | Grado                  | Inizio           | Fine             | Note |
| Wolfgang Ziegler        | Generalmajor           | 26 agosto 1939   | 15 ottobre 1939  |      |
| Karl Weisenberger       | General der Infanterie | 15 ottobre 1939  | 15 febbraio 1941 |      |
| Friedrich Herrlein      | General der Infanterie | 15 febbraio 1941 | 28 marzo 1941    |      |
| Alexander von Hartmann  | General der Infanterie | 28 marzo 1941    | 25 gennaio 1943  |      |
| Fritz Roske             | Generalmajor           | 25 gennaio 1943  | 14 marzo 1943    |      |
| Wilhelm Raapke          | Generalleutnant        | 14 marzo 1943    | 1º gennaio 1945  |      |
| Eberhard von Schuckmann | Generalmajor           | 1º gennaio 1945  | 8 maggio 1945    |      |